# 1598

## Събития
- Въстание на Тодор Балина и Павел Джорджич, известно като Първо търновско въстание.

## Родени
- Бонавентура Кавалиери, италиански математик
- Жан-Арман дьо Тревил, френски офицер

## Починали
- 17 януари – Фьодор I, цар на Русия
- 13 септември – Филип II, крал на Испания, Неапол, Сицилия и Португалия
- 18 септември – Тойотоми Хидейоши, японски военачалник